# Oberea pseudoposticata
Oberea pseudoposticata är en skalbaggsart som beskrevs av Stephan von Breuning 1962. Oberea pseudoposticata ingår i släktet Oberea och familjen långhorningar.
Artens utbredningsområde är:
- Laos.
- Myanmar.

Inga underarter finns listade i Catalogue of Life.